# نيكولاس ساندرز
 نيكولاس ساندرز  (بالإنجليزية: Nicholas Sanders)‏ (توفي عام 1581) كاهن كاثوليكي ومجادل إنجليزي.

## نشأته
ولد نيكولاس ساندرز في تشاروود، سري، وهو ابن ويليام ساندرز شريف سري. تلقى تعليمه في كلية وينشستر والكلية الجديدة، أكسفورد، وتخرج عام 1551. وفي عام 1557، اختير ساندرز لتقديم خطبة في استقبال زوار ريجينالد بول في الجامعة. وبعد تتويج إليزابيث الأولى، رحل إلى روما، حيث صادق جيوفاني موروني.

## الكهنوت
أصبح ساندرز كاهنًا في روما، وفي السنوات التالية، أرسل للوقوف على مدى انتشار الهرطقة في بولندا وليتوانيا وبروسيا. وفي عام 1565، كالعديد من المنفيين الإنجليز، لجأ إلى الحماية الإمبراطورية في أوغسبورغ، وشارك في الجدل الأدبي بين الأساقفة جون جويل وتوماس هاردينغ.
وفي عام 1571، نشر ساندرز كتابًا يحكي معاناة الروم الكاثوليك الإنجليز. وأمضى بقية حياته في محاولة إعادة الكاثوليكية الرومانية إلى إنجلترا.
خاب أمل في الحصول على منصب الكاردينال بوفاة البابا بيوس الخامس عام 1572، وأمضى السنوات التالية في مدريد، حيث حاول إقحام الملك فيليب الثاني ملك إسبانيا في الصراع، وكتب يقول إن دولة المسيحية تتوقف على التدخل الشجاع في إنجلترا، وهو ما لم يتجاوب معه الملك. حاول ساندرز مع جيمس فيتزموريس فيتزجيرالد إعادة الكاثوليكية عن طريق أيرلندا عام 1578، لكنه فشل في ذلك. وأمضى عامين تقريبًا هاربًا مطاردًا في الجنوب الغربي من أيرلندا، ومات من البرد والجوع في ربيع عام 1581.
كانت كتابات ساندرز المرجع لكل الكتابات التاريخية الكاثوليكية الرومانية حول فترة الإصلاح الإنجليزي، احتوت كتاباته على بعض الأكاذيب، منها على سبيل المثال أن آن بولين كانت ابنة للملك هنري الثامن ملك إنجلترا.

## روابط خارجية
- نيكولاس ساندرز على موقع الموسوعة البريطانية (الإنجليزية)